# Чики (деревня)
Чики́ (бел. Чыкі́) — деревня в составе Демидовичского сельсовета Дзержинского района Минской области Беларуси. Деревня расположена в 25 километрах от Дзержинска, 14 километрах от Минска и 12,5 километрах от железнодорожной станции Фаниполь.

## История
В источниках деревня Чики известна со начала XVIII века в составе Минского повета Минского воеводства Великого княжества Литовского. В 1704 году в селе и имении насчитывалось 13 дворов, находилось во владении Игнацы Сапеги. После второго раздела Речи Посполитой в составе Российской империи. В 1799 году деревня Чики, где насчитывалось 12 дворов и 85 жителей, находилась в шляхетской собственности, в составе Минского уезда.
В середине XIX века принадлежала помещику К. Марбургу. Во второй половине XIX — начале XX века в составе Старосельской волости Минского уезда Минской губернии. В 1897 году в селе Чики проживал 141 житель, насчитывалось 20 дворов, где работала церковь, хлебозапасный магазин, в одноимённом односелии, фольварке и имении насчитывалось 3 двора, 46 жителей. В 1917 году в селе 23 двора, 117 жителей, в имении — 4 двора, 19 жителей, на хуторе — 2 двора, 13 жителей.
С 20 августа 1924 года деревня в составе Байдакского сельсовета (с 29 октября 1924 по 21 августа 1925 года назывался Ледниковским) Койдановского района Минского округа, с 23 марта 1932 года в составе Сталинского сельсовета (до 14 мая 1936 года — польском национальном с/с), с 29 июня 1932 года Койдановский район стал именоваться Дзержинским. 31 июля 1937 года Дзержинский польский национальный район был упразднён, территория сельсовета передана в состав Заславского района. С 20 февраля 1938 года деревня в составе Минской области, с 4 февраля 1939 года в составе восстановленного Дзержинского района. В 1926 году в Чиках насчитывается 29 дворов, 147 жителей. В годы коллективизации был организован колхоз.
В Великую Отечественную войну с 28 июня 1941 года по 6 июля 1944 года деревня находилась под немецко-фашистской оккупацией, на фронтах войны погибли 12 жителей деревни. В январе 1944 года гитлеровцы казнили в деревне 4-х мирных граждан.
С 16 июля 1954 году деревня в составе Вертниковского сельсовета, с 8 апреля 1957 года — в составе Демидовичского сельсовета (переименованный Сталинский с/с). В 1960 году в деревне проживали 150 жителей, находилась в составе колхоза им. Фрунзе. В 1991 году в Чиках насчитывалось 31 хозяйство, проживали 62 жителя. По состоянию на 2009 год деревня в составе УП «Демидовичи», действует продуктовый магазин.

## Население
| Численность населения (по годам) | Численность населения (по годам) | Численность населения (по годам) | Численность населения (по годам) | Численность населения (по годам) | Численность населения (по годам) | Численность населения (по годам) | Численность населения (по годам) | Численность населения (по годам) |
| 1799                             | 1897                             | 1909                             | 1917                             | 1926                             | 1960                             | 1991                             | 1999                             | 2004                             |
| -------------------------------- | -------------------------------- | -------------------------------- | -------------------------------- | -------------------------------- | -------------------------------- | -------------------------------- | -------------------------------- | -------------------------------- |
| 85                               | ↗187                             | ↗190                             | ↘149                             | ↘147                             | ↗150                             | ↘62                              | ↘58                              | ↗62                              |
| 2009                             | 2017                             | 2018                             | 2020                             | 2022                             |                                  |                                  |                                  |                                  |
| ↘47                              | ↗89                              | ↗97                              | ↗111                             | ↗118                             |                                  |                                  |                                  |                                  |